# Katrina Lawrence
Pour les articles homonymes, voir Lawrence.
Katrina Lawrence (née le 10 décembre 1983 à Scone) est une kayakiste australienne pratiquant le slalom.

## Biographie
Elle est la sœur des kayakistes Jacqueline Lawrence et Rosalyn Lawrence.

## Palmarès

### Coupe du monde de slalom
- 2008 à Augsbourg,  Autriche
  -  Médaille d'or en finale de K1